# Braniborsko
Braniborsko (německy Brandenburg  [ˈbʁandn̩ˌbʊʁk], dolnolužickosrbsky Kraj Bramborska, dolnoněmecky Bramborg/Brannenborg) je jedna ze 16 spolkových zemí Německa. Rozkládá se na severovýchodě Německa a obklopuje svým územím spolkovou zemi Berlín. Jejím hlavním městem je Postupim (Potsdam). V současných hranicích existuje od 1. srpna 1992.
Jako Braniborské markrabství bylo od roku 1157 nezávislým státem. V letech 1373 až 1415 bylo Braniborsko v personální unii s Českou korunou. Později tvořilo nejdůležitější, jádrovou oblast mocného Pruského království (vzniklého roku 1701), v jehož rámci se roku 1871 stalo součástí Německého císařství a po konci první světové války Výmarské republiky. Součástí Pruska zůstalo až do konce druhé světové války. Poté bylo autonomní zemí Sovětské okupační zóny, poté bylo v letech 1949–1952 zemí Německé demokratické republiky. V letech 1952–1990 bylo zrušeno a rozděleno mezi několik krajů. Obnovy jako spolkové země se dočkalo 3. října 1990 současně se znovusjednocením Německa.

## Historie

### Raný středověk
Území dnešního Braniborska patřilo od starověku ke Germánii. Germáni obsadili toto území cca 500 let př. n. l.Nejspíš už v 7. století bylo území dnešního Braniborska osídleno slovanskými kmeny Havolanů (známí též jako Stodorané) a Luticů. V letech 784–812 bylo území dnešního Braniborska vystaveno útokům Franků. Poté, co zde Jindřich I. Ptáčník při svých výbojích na východ porazil roku 928 Havolany, ustavil zde Merseburskou marku, do jejíhož čela se dostal Sigfried a po jeho smrti legendární Gero, za jehož vlády začala být označována jako Gerova marka. Ten ji výboji významně rozšířil až k řece Odře. Po jeho smrti roku 965 bylo území marky rozděleno na 5 či 6 marek, z nichž na území moderního Braniborska zasahovaly Severní a Lužická marka. Severní marka zanikla roku 983 poté, co zde došlo k úspěšnému povstání zdejších Slovanů, kteří si tak opětovně vydobyli svoji nezávislost. Lužická marka přetrvala do roku 1004, kdy ji dobyl polský král Boleslav Chrabrý.

### 12. a 13. století

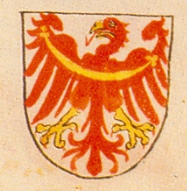
Braniborská orlice (Ingeram Codex)

V průběhu 12. století se německým králům a císařům z Ottonské dynastie podařilo znovuzískat kontrolu nad Slovany obývaným územím dnešního Braniborska. Následné germanizaci se nicméně někteří Slované, jako například Lužičtí Srbové, přizpůsobili a zachovali si svébytnost. Římskokatolická církev zde vytvořila biskupství, která spolu s opevněnými městy umožnila ochránit obyvatele měst před útoky. V důsledku úspěšné německé křížové výpravy proti Polabským Slovanům udělil roku 1134 císař Lothar III. území Severní marky německému baronu Albrechtu Medvědovi, nad kterou pak měl pouze nepatrnou moc, než roku 1150 formálně zdědil po posledním havolanském knížeti Přibyslavovi havolanská území a město Braniboř. Po rozdrcení vojsk Sprévanů, kteří v 50. letech 12. století Braniboř obsadili, se pak prohlásil vládcem nového Braniborského markrabství. Albrecht a jeho potomci z rodu Askánců pak toto území zkultivovali a zavedli zde křesťanství. Docházelo zde i ke sňatkům mezi německými a slovanskými obyvateli. Koupí původně polské Lubušské země roku 1252 pak začali Askánci získávat území východně od Odry, později známé jako Nová marka.

### Pozdní středověk

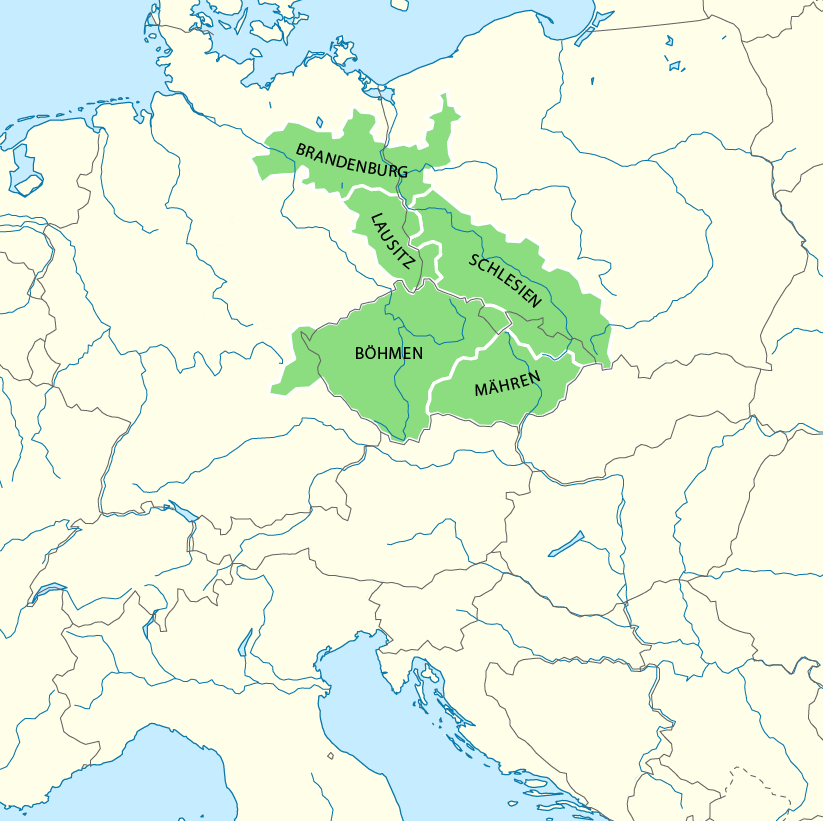
Braniborsko jako součást Zemí Koruny české

Roku 1320 vymřela linie braniborských Askánců, a v letech 1323–1373 bylo Braniborsko pod vládou bavorských Wittelsbachů, po nichž následovali Lucemburkové. Za jejich vlády se z braniborských markrabat stali říšští kurfiřti. Císař Karel IV. začlenil roku 1373 Braniborsko do svazku zemí Koruny české, v němž setrvalo do roku 1415, kdy je jeho syn císař Zikmund převedl jako říšské léno na Hohenzollerny, kteří zde pak vládli až do roku 1918. Hohenzollernové učinili sídelním městem Berlín, který byl v té době hospodářským centrem Braniborska.

### 16. a 17. století
V období náboženské reformace Braniborsko roku 1539 konvertovalo k protestantství, a díky rozvoji obchodu na Labi, Havole a Sprévě bylo prosperujícím státem. Roku 1614 Hohenzollernové rozšířili své území připojením Klévského vévodství a území ve Vestfálsku, roku 1618 Prus Knížecích. Výsledkem byla rozlehlá nesouvislá země zvaná Braniborsko-Prusko, jíž bylo obtížné ubránit během třicetileté války.
Jak se zničující konflikt chýlil ke svému konci, objevila se v čele Braniborska řada talentovaných vládců, kteří rozšířili svoje území i evropský vliv. Prvním z nich byl Fridrich Vilém I., známý jako „Velký kurfiřt", který se neúnavně snažil konsolidovat stát. Svoji rezidenci přesunul do Postupimi.

### Pruské království a sjednocení Německa

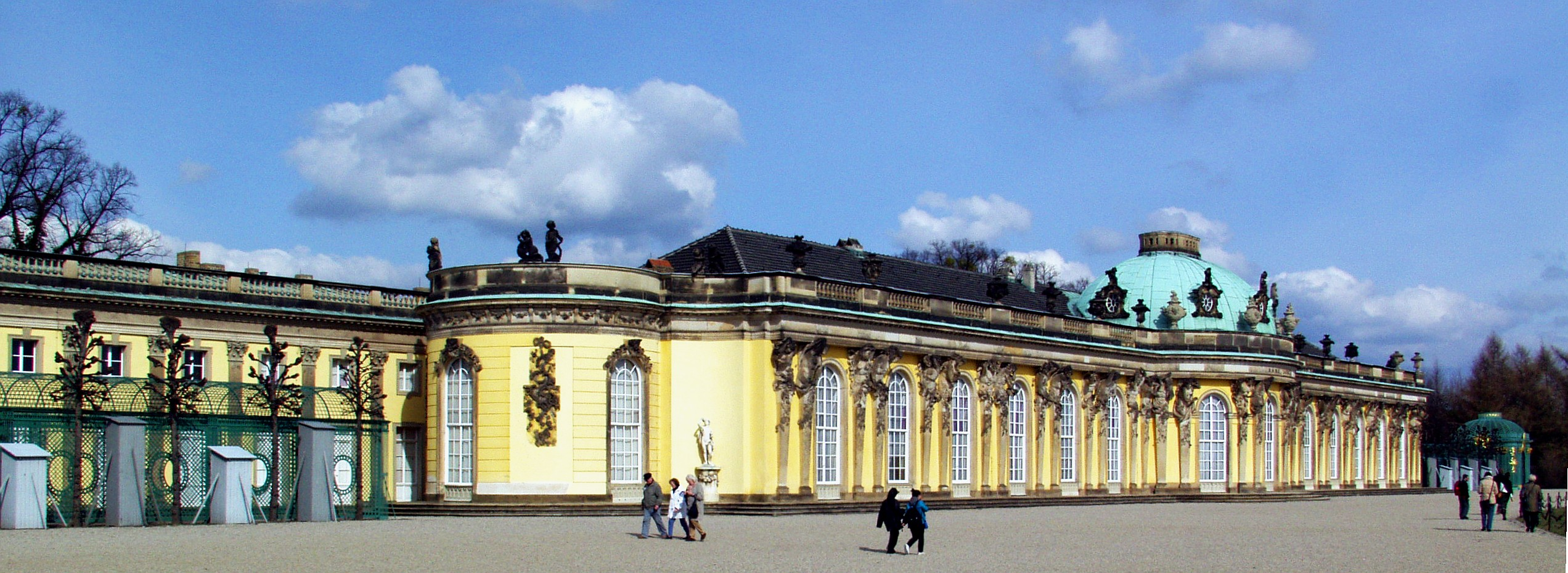
Zámek Sanssouci je bývalou letní rezidencí Fridricha II. Velikého. Dnes patří mezi světové kulturní dědictví

Po smrti Fridrich Viléma roku 1688 se stal novým kurfiřtem jeho syn Fridrich III. Protože území Prus Knížecích, jimž také vládl, nepatřilo ke Svaté říši římské, prohlásil se jako Fridrich I. roku 1701 „Králem v Prusku“. Protože jeho sebepovýšení z markraběte na krále záviselo jen na jeho držbě Prus Knížecích, zůstávalo i nadále Braniborsko nejdůležitější částí nového království, které vešlo ve známost jako Pruské království.
Braniborsko zůstávalo jádrem Pruského království, i nadále se zde nacházely královské metropole Berlín a Postupim. Když bylo roku 1815 Prusko administrativně rozděleno na provincie, byla většina území stávajícího Braniborského markrabství začleněna do Provincie Braniborska, menší část (Stará marka) byla začleněna do nově zřízené Provincie Sasko. Roku 1866 se Prusko spolkovou zemí Severoněmeckého spolku, od roku 1871 spolkovou zemí Německého císařství. Roku 1881 byla z Braniborské provincie vyčleněna jeho metropole Berlín. Se vzrůstem průmyslu v braniborských městech obklopujících Berlín rostl i počet obyvatel provincie. Roku 1925 měla provincie Braniborsko rozlohu 39 039 km² a 2,6 milionu obyvatel. Na konci druhé světové války bylo Braniborsko obsazeno Rudou armádou. Území Nové marky, ležící východně od linie Odra-Nisa bylo začleněno do Polska; zbytek provincie se stal jako provincie Braniborsko součástí Sovětské okupační zóny. Na rozdíl od předešlých dob však nová provincie od roku 1946 fungovala jako standardní německá země vybavená autonomií s vlastním zemským sněmem a zemskou vládou. Po oficiálním zrušení pruského státu se z ní roku 1947 stala i oficiálně jedna z autonomních zemí Sovětské okupační zóny a pozdější Německé demokratické republiky (NDR). Vláda NDR pak 23. července 1952 Braniborsko, spolu s ostatními zeměmi NDR zrušila, a jeho území rozdělila mezi několik nově vzniklých krajů, nerespektujících hranice dosavadního Braniborska.

### Braniborsko po svém zrušení
Jak už bylo výše uvedeno, bylo území Braniborska rozděleno roku 1952 mezi několik nových krajů. Jednalo se především o kraje Frankfurt nad Odrou, Postupim a Chotěbuz, dále menší části krajů Neubrandenburg a Schwerin, a nepatrnou část kraje Magdeburg (okolí města Havelberg). Ekonomika NDR silně závisela na hnědém uhlí jakožto zdroji energie, a hnědouhelné povrchové doly poškozovaly krajinu východního Braniborska. Pro ekonomiku bývalé NDR byla důležitá průmyslová města obklopující Berlín, avšak západní Braniborsko zůstávalo převážně zemědělské.

### Od obnovení Braniborska a sloučení NDR s SRN po současnost
Jako spolková země bylo Braniborsko obnoveno 3. října 1990 současně se sjednocením NDR se Spolkovou republikou Německo. Nebylo však již obnoveno v hranicích původní země z let 1947-1952, ale narychlo sloučením celých dosavadních krajů Frankfurt nad Odrou a Postupim, k nimž dále z kraje Neubrandenburg přistoupily okresy Templin a Prenzlau, z kraje Schwerin okres Perleberg, a většina území kraje Chotěbuz bez okresů Jessen, Hoyerswerda a Weißwasser.
Staronová země Braniborsko tak měla především se spolkovou zemí Sasko-Anhaltsko výrazně odlišné hranice než původní země Braniborsko. Zde k němu byla nyní začleněna původně sasko-anhaltská území zahrnující celé okresy Herzberg, téměř celý okres Bad Liebenwerda, části okresů Brandenburg, Jüterbog, Luckau a Rathenow, naopak původně braniborské město Havelberg a obce Jederitz, Nitzow a Vehlgast-Kümmernitz nyní patřily a dosud patří k Sasku-Anhaltsku. Do Braniborska byla nyní začleněna i malá severozápadní část původně saské Horní Lužice s městem Ruhland.
Na severu k Braniborsku nyní patřily i okrajové části původního Meklenburska: obce Brunow, Dambeck, město Fürstenberg, vesnice Buchholz (dnes součást obce Großwoltersdorf), Dannenwalde (dnes součást města Gransee), Pampin (dnes součást obce Ziegendorf) a Platschow (dnes součást obce Ziegendorf); Pomořanska: Casekow, Gartz, Hohenselchow-Groß Pinnow, Mescherin, Tantow, vesnice Jamikow (dnes součást obce Passow a některé okrajové části města Schwedt (například Kummerow či Kunow); naopak části severního Braniborska nyní patřily ke spolkové zemi Meklenbursko-Přední Pomořansko. Na území Ukerské marky to byly obce Bagemühl (dnes součást města Brüssow), Bergholz, Blumenhagen, Brietzig, Damerow, Fahrenwalde, Groß Luckow, Grünberg (dnes součást města Brüssow), Klein Luckow, Nechlin (dnes součást obce Uckerland), Nieden, Papendorf, Polzow, Rollwitz, Rossow, Woddow (dnes součást města Brüssow), Wollschow-Menkin (dnes součást města Brüsssow), Zerrenthin, Züsedom a města Brüssow a téměř celé město Strasburg s výjimkou jeho místní části Gehren (ta již leží na historickém území Meklenburska), dále pak obce Fahrenholz, Güterberg, Jagow, Lemmersdorf, Lübbenow, Milow, Trebenow, Wilsickow, Wismar a Wolfshagen; na území Prignitzu: Besandten (dnes součást obce Lenzerwische), Deibow (dnes součást obce Milow), Eldenburg (dnes součást obce Lenzen), Görnitz (dnes součást obce Milow), Klein Pankow (dnes součást obce Siggelkow), Krinitz (dnes součást obce Milow), Lanz, Lenzen, Lenzerwische, Mellen (dnes součást obce Lenzen), Milow (dnes součást obce Milow), Redlin (dnes součást obce Siggelkow), Steesow, východní část vesnice Suckow (dnes součást obce Suckow), a Wootz (dnes součást obce Lenzerwische).
1. srpna 1992 pak byly na základě „Státní smlouvy mezi zeměmi Braniborskem a Meklenburskem-Předním Pomořanskem o úpravě společné zemské hranice“ Braniborsku předány následující obce a města: Bagemühl, Besandten, Brüssow, Eldenburg, Fahrenholz, Güterberg, Grünberg, Jagow, Lanz, Lemmersdorf, Lenzen, Lenzerwische, Lübbenow, Mellen, Milow, Nechlin, Trebenow, Wilsickow, Wismar, Woddow, Wolfshagenl, Wollschow-Menkin. Meklenbursko-Přední Pomořansko naopak získalo obce Brunow, Dambeck, Pampin a Platschow.
Ke změnám zemské hranice se Saskem či Saskem-Anhaltskem nedošlo a tak je hranice s těmito spolkovými zeměmi i nadále v platnosti.
Stejně jako v ostatních zemích bývalé NDR se i zde negativně projevil nedostatek moderní infrastruktury a po vystavení vlivům západoněmecké ekonomiky se zde objevila nezaměstnanost a hospodářské problémy. Postupně se však Braniborsko modernizovalo a nezaměstnanost poklesla. Roku 1995 vlády Braniborska a Berlína navrhly sloučení obou zemí do jedné spolkové země s novým názvem Berlín-Braniborsko. Ke sloučení nedošlo, protože bylo zamítnuto při referendu konaném roku 1996. Zatímco západoberlíňané hlasovali pro sloučení, východoberlíňané a obyvatelé Braniborska hlasovali proti sloučení.

## Geografie
Braniborsko patří se svými 29 476 km² mezi rozlohou největší spolkové země Německa a zároveň je největší z nových spolkových zemí. Na severu sousedí se spolkovou zemí Meklenburskem-Předním Pomořanskem, na západě se spolkovými zeměmi Dolním Saskem a Saskem Anhaltskem, na jihozápadě a jihu se spolkovou zemí Svobodný stát Sasko, na východě s polským vojvodstvím Lubušským (Lubuskie) a Západopomořanským (Zachodniopomorskie).
Braniborsko je součástí rozsáhlé Severoněmecké nížiny, která je v jeho okrajových částech přerušována pahorkatinami. Moderní Braniborsko se rozkládá mezi řekami Labem na západě, a Odrou a Nisou na východě. Jádro Braniborska i dnes Němci označují jako Braniborská marka (Mark Brandenburg).
Město Berlín s přilehlou oblastí tvoří aglomeraci označovanou jako metropolitní region Berlín/Braniborsko (Metropolregion Berlin/Brandenburg).
Mimo velká města jako je na západě Brandenburg an der Havel nebo na východě Frankfurt nad Odrou je Braniborsko řídce osídlenou zemí.
Na jihovýchodě moderního Braniborska se rozkládá i německá část Dolní Lužice a malá část Horní Lužice, kde žije západoslovanská lužickorsbská menšina, jejíž příslušníci zde hovoří Dolnolužickou srbštinou.
Západně od Lužic se rozkládá území, na jihozápadě ohraničené Labem, jimž protéká řeka Halštrov (Elster). Spolu se zvlněným Flämingem, rozkládajícím se na jihozápadní hranici Braniborska, však toto území nebylo dlouho součástí Braniborska. Zatímco Fläming je jeho součástí od Vídeňského kongresu, výše uvedené území protékané Halštrovem je součástí Braniborska teprve od roku 1990. Severně od Flämingu a západně od Berlína se rozkládá Havolsko (Havelland), jímž protéká řeka Havola (Havel). Jižně od Berlína se rozkládá Teltow a severovýchodně od Berlína Barnim. Na severozápadě Braniborska se rozkládá Prignitz, na severovýchodě Ukerská marka
Územím Braniborska protékají řeky Havola (Havel), Černý Halštrov (Schwarze Elster) a Spréva (Spree), Ukra (Ucker), Labe (Elbe), na hranici s Polskem Odra a Nisa, a další menší řeky. Na severu při hranici se spolkovou zemí Meklenburskem-Předním Pomořanskem se nachází i řada jezer.

## Administrativní členění

### Zemské okresy
1. Barnim, okresní město Eberswalde (BAR)
2. Dahme-Sprévský les, okresní město Lübben (Dahme-Spreewald; LDS)
3. Labe-Halštrov, okresní město Herzberg (Elbe-Elster; EE)
4. Havolsko, okresní město Rathenow (Havelland; HVL)
5. Marecké Poodří, okresní město Seelow (Märkisch-Oderland; MOL)
6. Horní Havola, okresní město Oranienburg (Oberhavel; OHV)
7. Horní Sprévský les-Lužice, okresní město Senftenberg (Oberspreewald-Lausitz; OSL)
8. Odra-Spréva, okresní město Beeskow (Oder-Spree; LOS)
9. Východní Prignitz-Ruppin, okresní město Neuruppin (Ostprignitz-Ruppin; OPR)
10. Postupim-Střední marka, okresní město Bad Belzig (Potsdam-Mittelmark; PM)
11. Prignitz, okresní město Perleberg (PR)
12. Spréva-Nisa, okresní město Forst (Spree-Neiße; SPN)
13. Teltow-Fläming, okresní město Luckenwalde (TF)
14. Ukerská marka, okresní město Prenzlau (Uckermark; UM)

### Městské okresy
- Brandenburg an der Havel (BRB)
- Chotěbuz (CB)
- Frankfurt nad Odrou (FF)
- Postupim (P)